# Mistrzostwa Słowenii w Skokach Narciarskich 2010

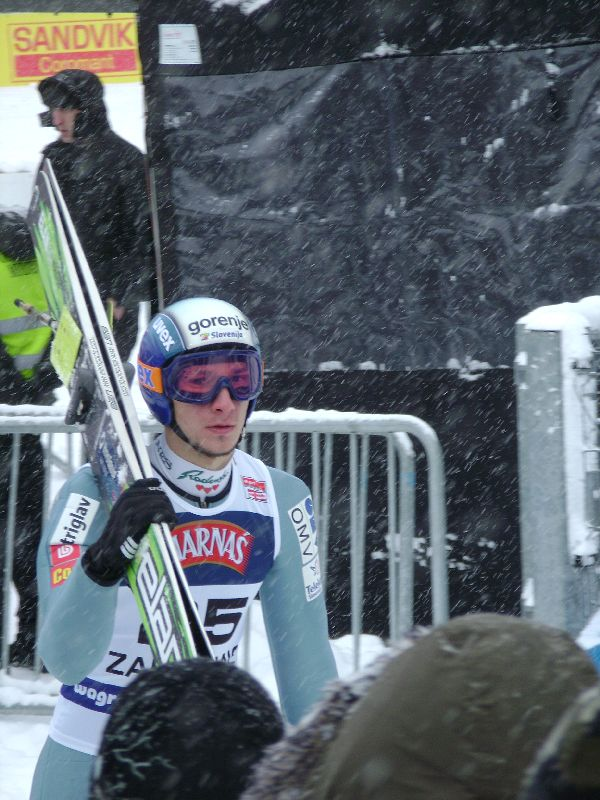
Robert Kranjec, mistrz Słowenii w konkursie indywidualnym i drużynowym.

Mistrzostwa Słowenii w Skokach Narciarskich 2010 odbyły się 2 marca 2010 roku na skoczni Bauhenk (HS109) w Kranju. Gospodarzem zawodów był klub narciarski SK Triglav Kranj.
Rozegrano dwie konkurencje: indywidualne i drużynowe zawody mężczyzn. Indywidualnym mistrzem Słowenii został Robert Kranjec, a drużynowe mistrzostwo zdobyła drużyna gospodarzy – SK Triglav Kranj w składzie: Matej Dobovšek, Rok Urbanc, Peter Prevc i Robert Kranjec.

## Wyniki

### Konkurs indywidualny mężczyzn
| M  | Zawodnik        | Skok 1 | Skok 2 | Punkty |
| -- | --------------- | ------ | ------ | ------ |
| 1  | Robert Kranjec  | 108,0  | 111,0  | 267,7  |
| 2  | Jernej Damjan   | 110,0  | 104,0  | 252,7  |
| 3  | Luka Leban      | 108,5  | 100,5  | 243,7  |
| 4  | Primož Pikl     | 105,0  | 103,5  | 243,3  |
| 5  | Matic Kramaršič | 104,5  | 103,0  | 242,0  |
| 6  | Jaka Hvala      | 105,5  | 102,0  | 240,5  |
| 7  | Mitja Mežnar    | 102,5  | 103,5  | 239,9  |
| 8  | Matej Dobovšek  | 102,5  | 103,5  | 238,8  |
| 9  | Rok Zima        | 101,0  | 103,5  | 234,6  |
| 10 | Andraž Pograjc  | 102,5  | 100,0  | 230,5  |

### Konkurs drużynowy mężczyzn
| M  | Drużyna                                                                       | Punkty |
| -- | ----------------------------------------------------------------------------- | ------ |
| 1  | SK Triglav Kranj I Matej Dobovšek, Rok Urbanc, Peter Prevc, Robert Kranjec    | 1004,1 |
| 2  | SSK Costella Ilirija I Rok Mandl, Luka Brnot, Matic Kramaršič, Jernej Damjan  | 971,1  |
| 3  | NSK Tržič-Trifix Rok Zima, Urban Sušnik, Luka Leban, Mitja Mežnar             | 964,2  |
| 4  | SSK Velenje Klemen Omladič, Gašper Berlot, Marjan Jelenko, Robert Hrgota      | 944,6  |
| 5  | SSK Ljubno BTC Sašo Tadič, Jaka Tesovnik, Matevž Slatinšek, Primož Pikl       | 942,7  |
| 6  | SK Triglav Kranj II Gašper Vodan, Primož Peterka, Dejan Judež, Jure Bogataj   | 912,4  |
| 7  | SSK Alpina Gašper Martinčič, Denis Zupančič, Matic Benedik, Tomaž Naglič      | 886,9  |
| 8  | SSK Costella Ilirija II Tim Babnik, Rožle Žagar, Gašper Bartol, Jure Šinkovec | 838,3  |
| 9  | SSK Mengeš Anže Lanišek, Jaka Kosec, Uroš Peterka, Matjaž Pungertar           | 837,2  |
| 10 | SK Zagorje I Ernest Prišlič, Miran Zupančič, Primož Roglič, Andraž Pograjc    | 812,4  |